# Gideon Curtis Moody
Gideon Curtis Moody (ur. 16 października 1832 w Cortland, Nowy Jork, zm. 17 marca 1904 w Los Angeles, Kalifornia) – amerykański prawnik i polityk.
W latach 1889–1891 reprezentował stan Dakota Południowa w Senacie Stanów Zjednoczonych.